# ویلیام دی. مک الروی
ویلیام دی. مک الروی (انگلیسی: William D. McElroy; ۲۲ ژانویهٔ ۱۹۱۷ – ۲۲ فوریهٔ ۱۹۹۹) دانشمند در زمینه زیست‌شیمی اهل ایالات متحده آمریکا بود.
وی همچنین برندهٔ جوایزی همچون جایزه رامفورد شده‌است.